# Pallacanestro Pavia 2011-2012

## Roster 2011-2012
|    | Naz.                      | Ruolo | Sportivo           | Anno |     |  |  |
| -- | ------------------------- | ----- | ------------------ | ---- | --- |  |  |
| 6  | Italia (bandiera)         |       | Roberto Cazzaniga  | 1978 | 207 |  |  |
| 8  | Costa d'Avorio (bandiera) |       | Ibrahim Cissè      | 1984 | 188 |  |  |
| 9  | Italia (bandiera)         |       | Federico Maiocco   | 1983 | 200 |  |  |
| 10 | Italia (bandiera)         |       | Jacopo Migliorini  | 1991 | 190 |  |  |
| 12 | Italia (bandiera)         |       | Roberto Maggio     | 1990 | 182 |  |  |
| 13 | Italia (bandiera)         |       | Riccardo Pederzini | 1989 | 198 |  |  |
| 15 | Italia (bandiera)         |       | Luca Furlanetto    | 1981 | 197 |  |  |
| 16 | Italia (bandiera)         |       | Davide Bozzetto    | 1989 | 207 |  |  |
| 17 | Italia (bandiera)         |       | Iris Ikangi Nongo  | 1994 | 200 |  |  |
| 19 | Italia (bandiera)         |       | Stefano Poggi      | 1994 | 190 |  |  |
| 20 | Italia (bandiera)         |       | Stefano Borgna     | 1979 | 193 |  |  |
|    | Germania (bandiera)       |       | Adam Sean Mink     | 1991 | 196 |  |  |